# Coleta china

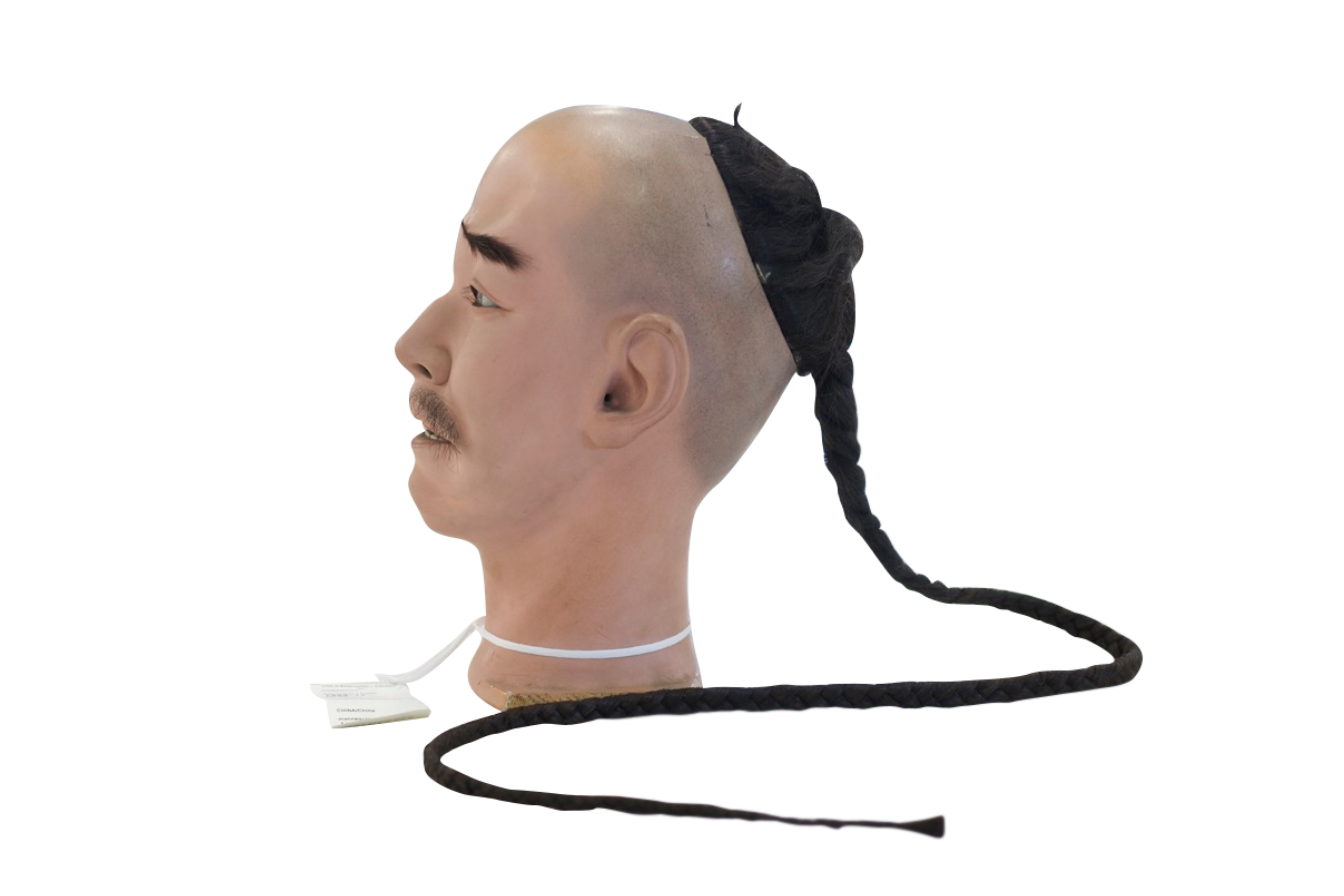
Maniquí con coleta china.

La coleta china (chino simplificado: 辫子; pinyin: biàn zǐ) fue una trenza obligatoria mediante una disposición impuesta a la población masculina china durante el periodo de la Dinastía Qing, más concretamente desde el gobierno del tercer emperador de la dinastía manchú, Kangxi (chino: 康熙; pinyin: Kāngxī; Pekín, 4 de mayo de 1654 — 20 de diciembre de 1722) hasta 1911. Consistía en el crecimiento del pelo, tan solo desde la parte posterior de la cabeza (el resto quedaba afeitado), que se recogía en una trenza, la cual con frecuencia llegaba hasta las piernas.
Considerado como un símbolo de sumisión de los chinos Han frente a los soberanos manchúes, no fue sino una parte del paquete de reglas impuestas a los recién invadidos chinos, para asegurar la estabilidad de su poder territorial y prevenir una probable rebelión, mediante la limitación de la capacidad de éstos, desde los funcionarios a los campesinos. Un ejemplo de ello fue la norma que prohibía los matrimonios mixtos, entre chinos y manchúes. El lema de la imposición de aquella costumbre era: "Mantén tu pelo y pierde tu cabeza, o mantén tu cabeza y pierde tu pelo" (chino: 留髮不留頭，留頭不留髮; pinyin: liú fà bù liú tóu, liú tóu bù liú fà).
A diferencia de lo que podría haberse esperado, el emperador Kangxi frenó los focos de rebelión, amén de ciertos privilegios sociales, de los que dejó disfrutar a sus súbditos chinos, como la no incautación de propiedades.
El fin de esta disposición, que con el paso de los años, perdió su carácter peyorativo (hasta el punto de que el hecho de que le cortaran a uno la coleta, era visto como una deshonra; y el que se tirara de ella, como un insulto), tuvo lugar durante el último gobierno de Puyi, el Emperador Xuantong, cuando éste, a pesar de la conmoción de los más conservadores, comenzó a usar gafas y se cortó la trenza. Finalmente lanzó, el 7 de diciembre de 1911, un edicto que autorizaba a los varones chinos a cortarse la coleta.